# Расмуссен, Густав
Густав Расмуссен (10 августа 1895, Оденсе — 13 сентября 1953, Копенгаген) — датский государственный деятель и дипломат. Министр иностранных дел Дании (1945—1950).

## Биография
Родился в Оденсе. В 1913 году окончил соборную школу. Изучал юриспруденцию. В 1921 году окончил университет.
Работал на дипломатической службе.
Являлся временным секретарём дипломатической миссии в Петрограде и делегатом по делам военнопленных в Сибири с 1917 по 18 год.
В 1927 году являлся поверенным в делах посольства Дании в Швейцарии.
В 1932-33 годах участвовал в качестве заместителя юриста в Гренландском процессе в Гааге.
В 1934-35 годах являлся советником датской делегации в Лиге Наций в Женеве.
В 1935 году являлся главой канцелярии министерства иностранных дел Дании.
В 1939 году являлся советником, заместителем главы посольства Дании в Великобритании.
В период оккупации Дании являлся советником посольства Дании в Лондоне.
С 1945 по 1950 год занимал пост министра иностранных дел Дании.
В качестве министра иностранных дел вёл переговоры о членстве Дании в НАТО в 1949 году.
Позже служил послом Дании в Италии.